# السابع عشر من تموز

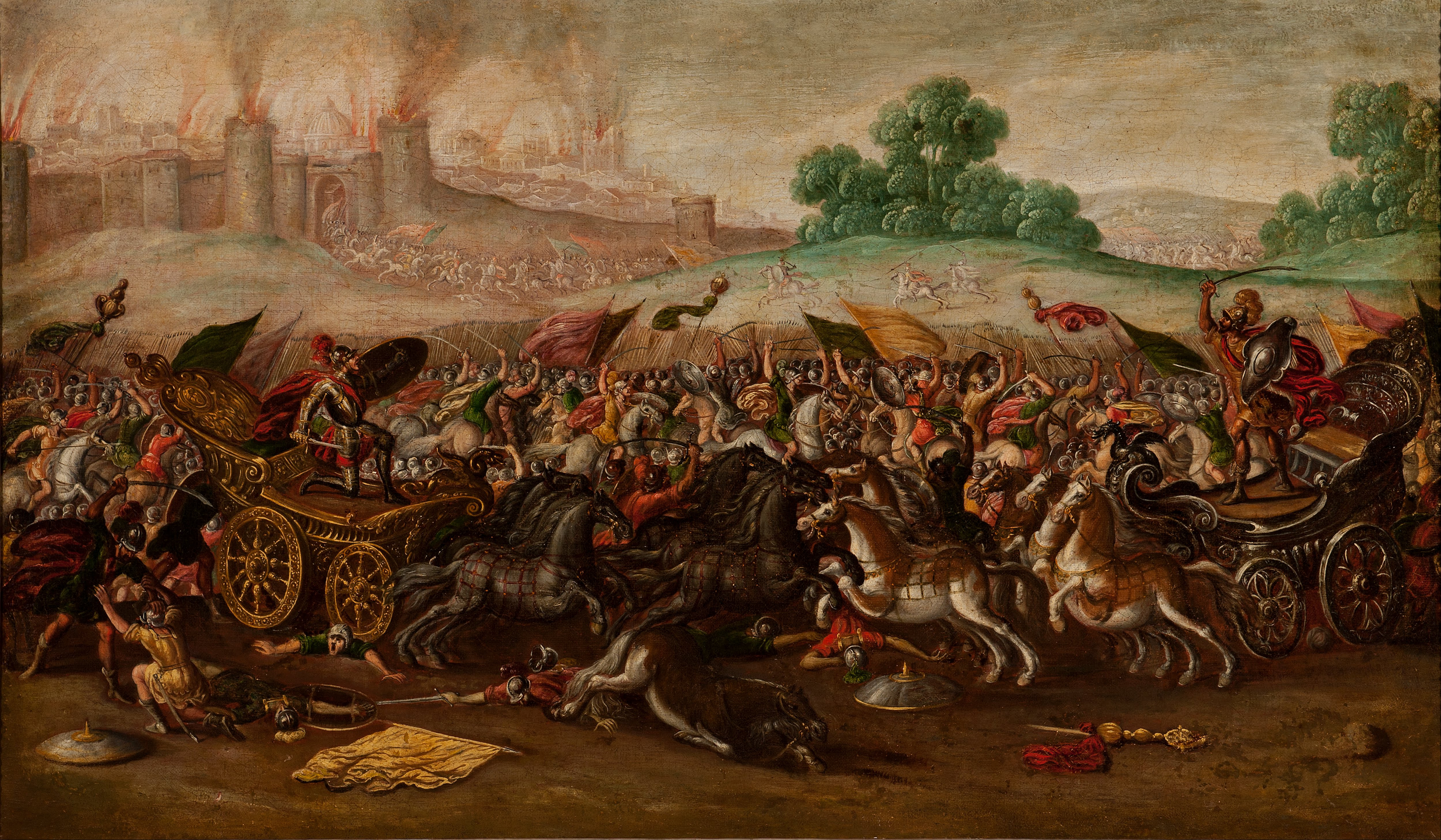
جيش نبوخد نصر الثاني يحرق القدس

السابع عشر من شهر تموز (بالعبرية: שִׁבְעָה עָשָׂר בְּתַמּוּז، أو י"ז בְּתַמּוּז) هو يوم صيام يهودي يخلد اختراق أسوار القدس قبل تدمير الهيكل الثاني. يقع في اليوم السابع عشر من شهر تموز في التقويم العبري ويمثل بداية فترة الحداد التي تستمر ثلاثة أسابيع وتسمى الأسابيع الثلاثة. تنتهي هذه الفترة في التاسع من شهر آب، وهو صوم ذكرى خراب الهيكل وذروة الحداد.
كما يخلد هذا اليوم تقليديا تدمير لوحيْ العهد العشرة والكوارث التاريخية الأخرى التي حلت بالشعب اليهودي في نفس التاريخ.

## المصدر
أول مصدر لهذا الصوم موجود في العهد القديم في سفر زكريا:
هَكَذَا قَالَ رَبُّ الْجُنُودِ: إِنَّ صَوْمَ الشَّهْرِ الرَّابِعِ وَصَوْمَ الْخَامِسِ وَصَوْمَ السَّابِعِ وَصَوْمَ الْعَاشِرِ يَكُونُ لِبَيْتِ يَهُوذَا ابْتِهَاجاً وَفَرَحاً وَأَعْيَاداً طَيِّبَةً. فَأَحِبُّوا الْحَقَّ وَالسَّلاَمَ
وحسب التفسير اليهودي، صوم الشهر الرابع هو صوم السابع عشر من تموز، وصوم الشهر الخامس هو صوم التاسع من آب، وصوم الشهر السابع هو صوم جدليا، وصوم الشهر العاشر هو صوم العاشر من شهر طيفيت. هذه الأصوام الأربعة يصومها اليهود لذكرى تدمير الهيكلين والأحداث المرتبطة بهما. ومن الجدير بالذكر أن ترتيب الأشهر وفقًا للتوراة يبدأ من شهر نيسان، بينما في التقويم العبري المعاصر يعتبر شهر تشريه هو الشهر الأول.